# Валва
Ва̀лва (на италиански: Valva) е село и община в Южна Италия, провинция Салерно, регион Кампания. Разположено е на 510 m надморска височина. Населението на общината е 1760 души (към 2010 г.).